# Lapuente
Lapuente é uma localidade uruguaia do departamento de Rivera, na zona norte do departamento. Está situada a 84 km da cidade de Rivera, capital do departamento.

## Toponímia
O nome da localidade vêm do "Paso de la Puente", uma ponte sobre o Arroyo Yaguarí.

## População
Segundo o censo de 2011 a localidade contava com uma população de 321 habitantes.
| Variação demográfica do município entre 1963 e 2011 |
|                                                     |

## Geografia
Lapuente se situa próxima das seguintes localidades: ao noroeste, Cerros de la Calera, a oeste, Moirones, a sudeste Arroyo Blanco e a leste, Cerrillada.

## Autoridades
A localidade é subordinada diretamente ao departamento de Rivera, não sendo parte de nenhum município riverense.

## Religião
A localidade possui uma capela "Sagrado Coração", subordinada à paróquia "Maria Auxiliadora" (cidade de Vichadero), pertencente à Diocese de Tacuarembó.

## Transporte
A localidade possui o seguinte acesso:
- Ruta 29, que liga a cidade de Minas de Corrales ao cruzamento com a Ruta 5 (interior do departamento de Rivera) [8][9][10]